# James Buchanan
James Buchanan (23 d'abril de 1791 - 1 de juny de 1868) va ser el 15è president dels Estats Units (1857-1861). Va ser l'únic president que mai es va casar, i l'únic ciutadà de Pennsilvània escollit per a ocupar el càrrec. El seu compliment en el càrrec va ser criticat per la seva inacció enfront de la divisió del país que provocaria l'esclat de la Guerra Civil.
Buchanan va ser congressista i senador per Pennsilvània. Va néixer a Cove Gap, prop de Mercersburg, al Comtat de Franklin (Pennsilvània), el 23 d'abril de 1791. Es va mudar a Mercersburg amb els seus pares en 1799, va rebre classes particulars, va assistir a l'escola del poble i es va graduar a Dickinson College de Carlisle (Pennsilvània). En 1809, es va mudar a Lancaster|Lancaster (Pennsilvània). El mateix any va començar a estudiar dret; el 1812 va culminar els seus estudis i va començar l'exercici de la professió a Lancaster. Va ser un dels primers voluntaris per a la Guerra Anglo-Americana de 1812-1815 i va servir durant la batalla de Baltimore (Maryland). Va ser membre del Congrés de Pennsilvània des de 1814 i el 1815. Va ser president del Comitè de la Judicatura (congrés vintiunè). No va ser candidat a la reelecció el 1830. Buchanan va ser designat per la Cambra de Representants el mateix any com un dels fiscals en la moció de judici polític contra James H. Peck, jutge del Tribunal de Districte dels Estats Units per al Districte de Missouri. Entre 1832 i 1834 va ser ministre plenipotenciari a Rússia.
Buchanan fou escollit pel Partit Demòcrata al Senat per a substituir William Wilkins després de la seva dimissió. Va assumir el seu escó el 6 de desembre de 1834 i va ser re-escollit el 1837 i 1843. Va ser president del comitè sobre Relacions Exteriors del 1837 al 1841, i el 1845 fou nomenat Secretari d'Estat en el Gabinet del President James Polk fins a 1849; el 1846 va encapçalar les negociacions que van conduir a la signatura del Tractat d'Oregon, que va fixar els límits entre les llavors colònies britàniques i els Estats Units. Des de 1853 fins a 1856 va ser enviat en representació diplomàtica a Gran Bretanya.

## Presidència
En la Convenció Nacional del Partit Demòcrata reunida a Cincinnati (Ohio) entre el 2 de juny i el 6 de juny de 1856, Buchanan va derrotar el President Franklin Pierce (que intentava ser reelegit) i a altres precandidats interns; i va assolir ser triat com a candidat Presidencial per a les eleccions d'aquest any.
Buchanan havia d'enfrontar-se al candidat del recentment fundat Partit Republicà, l'aventurer John C. Frémont; i a l'expresident Millard Fillmore, que era candidat del Partit Americà.
Buchanan va obtenir el 45,28% dels vots populars (1.836.072 vots), mentre Frémont va rebre el 33,11% (1.342.345 sufragis), i Fillmore el 21,53% (873.053 vots) en els comicis celebrats el 4 de novembre de 1856; Buchanan esdevingué President dels Estats Units amb un govern demòcrata des del 4 de març de 1857 fins al 3 de març de 1861. Es va retirar a la seva casa de Wheatland (Pennsilvània), on va morir l'1 de juny de 1868. És enterrat al Cementiri de Woodward Hill, a Lancaster.